# Орляк (село)
Орляк (болг. Орляк) — село в Болгарии. Находится в Добричской области, входит в общину Тервел. Население составляет 1 956 человек.

## Политическая ситуация
В местном кметстве Орляк, в состав которого входит Орляк, должность кмета (старосты) исполняет Бюрхан Ахмед Дюкянджи (Движение за права и свободы (ДПС)) по результатам выборов правления кметства.
Кмет (мэр) общины Тервел —  Живко Жеков Георгиев (Болгарская социалистическая партия (БСП)) по результатам выборов в правление общины.